# Ellijay
La ville d’Ellijay est le siège du comté de Gilmer, dans l’État de Géorgie, aux États-Unis. Elle comptait 1 619 habitants lors du recensement de 2010.

## Démographie
| 1880 | 1890 | 1900 | 1910 | 1920 | 1930 |
| ---- | ---- | ---- | ---- | ---- | ---- |
| 200  | 437  | 581  | 659  | 632  | 657  |

| 1940  | 1950  | 1960  | 1970  | 1980  | 1990  |
| ----- | ----- | ----- | ----- | ----- | ----- |
| 1 497 | 1 527 | 1 320 | 1 326 | 1 507 | 1 178 |

| 2000  | 2010  | - | - | - | - |
| ----- | ----- | - | - | - | - |
| 1 584 | 1 619 | - | - | - | - |

## Source
- (en) Cet article est partiellement ou en totalité issu de l’article de Wikipédia en anglais intitulé « Ellijay, Georgia » (voir la liste des auteurs).